# 朗纳·斯卡诺克
朗纳·斯卡诺克（瑞典語：Ragnar Skanåker，1934年6月8日—），瑞典男子射击运动员。他曾代表瑞典参加1972年、1976年、1980年、1984年、1988年、1992年和1996年夏季奥林匹克运动会射击比赛，共获得一枚金牌、二枚银牌和一枚铜牌。